# Löffingen
Löffingen là một thị xã thuộc huyện Breisgau-Hochschwarzwald, bang Baden-Württemberg, thuộc nước Đức. Đô thị Löffingen có diện tích 88,03 km², dân số thời điểm 31 tháng 12 năm 2020 là 7649 người. Thị xã có cự ly 14 km về phía tây nam Donaueschingen, và 40 km về phía đông nam Freiburg.